# 氟化银
氟化银，也称作氟化银(I)，是银(I)的氟化物，化学式为AgF。它是黄棕色固体，熔点435°C，暴露于潮湿空气时变黑。与其他卤化银不同，氟化银可溶于水，溶解度为172g/100g，也可溶于乙腈。AgF可由碳酸银或氧化银与氢氟酸反应制备。
有机氟化学中常用氟化银来对不饱和键加成。例如，AgF在乙腈中与全氟烯烃反应，产物是全氟烷基银(I)衍生物。
RFCF=CF2 + AgF → RFCF(CF3)Ag

## 制备
氟和银直接化合可以得到氟化银：
2 Ag + F2 → 2 AgF
氟硼酸银（AgBF4）在200℃分解也能得到氟化银：
AgBF4 → AgF + BF3
氧化银、碳酸银和氟化氢或氢氟酸浓溶液反应，可以得到氟化银。

## 化学性质
氟化银可以和碘反应，生成一氟化碘和碘化银或五氟化碘：
10 AgF + I2 → 2 IF5+ 10 Ag
氟化银在干燥的氰气中加热可以被还原，但在二氧化碳、二氧化硫等气体中稳定。和氯仿或四氯化碳反应，生成氯化银。红热状态下可以和二硫化碳反应：
4 AgF + CS2 → 2 Ag2S + CF4
红热时也能和水反应：
4 AgF + 2 H2O → 4 Ag + 4 HF + O2
氟化银會被不可见光还原为单质银，被紫外光还原为氟化亚银。
氟化银和氧化钙反应，得到氟化钙、银，并放出氧气：
4 AgF + 2 CaO → 2 CaF2 + 4 Ag + O2↑
氯气或溴和氟化银溶液反应，可以得到相应的卤酸银：
16 AgF + 8 Cl2 + 8 H2O → 14 AgCl + 2 AgClO3 + 16 HF + O2
16 AgF + 8 Br2 + 8 H2O → 14 AgBr + 2 AgBrO3 + 16 HF + O2

## 应用
氟化银和碘可以用于有机合成，制备碘代有机物：
AgF + I2 → AgI + I+ + F−
I+ + RH → RI + H+
氟化银和碘作用于有机物时，除了得到碘代物，还能得到氟代物。多环芳烃得到的取代产物产率较低。